# Роскелли, Джон
Джон Роскелли (англ. John Roskelley, 1 декабря 1948, Спокан, Вашингтон, США) — альпинист, — почётный член Американского альпклуба (2018), писатель, политик. Обладатель самой престижной награды в мировом альпинизме «Золотой ледоруб» (2014) в номинации «За достижения всей жизни» (англ. Lifetime Achievement Award).
Совершил множество восхождений (в том числе первых) в Северной Америке, Гималаях и Каракоруме, из них на три восьмитысячника (включая Эверест, все без использования кислорода). Его восхождение в альпийском стиле по Западному ребру (2-е прохождение) на Макалу 1980 года Американский альпклуб включил в десятку самых выдающихся восхождений XX века.
Лауреат премии Роберта и Мириам Андерхилл (англ. Robert and Miriam Underhill Award), вручаемой Американским альплубом за выдающиеся достижения в альпинизме (1983). Включён в Зал славы альпинизма (англ. Hall of Mountaineering Excellence) (2016).

## Биография
Джон Роскелли родился в 1948 году в городе Спокан (штат Вашингтон). Ещё подростком, учась в школе, попробовал свои силы в реслинге. По его словам: «это продлилось недолго». В 1965 году он записался в местную школу горной подготовки (Spokane Mountaineers basic climbing course) и уже спустя несколько месяцев поднялся на Рейнир, Шуксан и Морен. Джон быстро прогрессировал как скалолаз, и к 1972 году многие из пройденных им маршрутов от Йосемит до Скалистых гор стали известны в скалолазном «мире». Летом 1974 года в числе участников американских сборов на Памире стал свидетелем трагических событий на Пике Ленина — гибели команды Эльвиры Шатаевой (у американцев чуть ранее погиб в результате схода лавины Гарри Улин). Американский взгляд на события того лета изложил в своей книге Роберт Крейг (англ. Robert W. Craig) «Storm and Sorrow in the High Pamirs» (рус. Шторм и печаль на Памире) (руководителем сборов был Пит Шёнинг (первовосходитель на Хидден-Пик), Крейг его заместителем — оба участники американской экспедиции на K2).
Спустя восемь лет после начала занятий альпинизмом Роскелли поднялся на свой первый восьмитысячник в карьере — вершину Дхаулагири, 12 мая 1973 года вместе с Луисом Рейчардом и шерпой Навангом Самденом (Nawang Samden), по Северо-восточному гребню (3-е восхождение по маршруту первопроходцев и первое американское на вершину).
Первым из наиболее известных его достижений стало восхождение 1976 года на вершину Нанда-Деви (7816 м) по новому маршруту по северо-западной стене (седьмое восхождение на вершину). Эта индо-американская экспедиция была приурочена к 40-летию со дня первого восхождения, организована Американским альпклубом совместно с Indian Mountaineering Foundation и спонсировалась Lowe Alpine. Возглавляли её Адамс Картер (участник первой успешной экспедиции на гору) и Вилли Ансольд, а в альпинистский состав участников вошли дочь Ансольда Нанда Деви, Луис Рейчард, Джеймс Стейтс, Джон Эванс, Эндрю Гарвард, Эллиот Фишер, Питер Лев и Марти Хои, а также индийцы — капитан Киран Кумар (Kiran Kumar) и Нирмал Синг (Nirmal Singh). Несмотря на трудности объективного и субъективного характера, с которыми столкнулись участники экспедиции, спустя месяц осады, 1 сентября, — через 40 лет и три дня после первого восхождения на вершину поднялись Роскелли, Рейчардт и Стейтс. Однако концовка экспедиции оказалась трагической. 6 сентября на руках у собственного отца в IV-м высотном лагере (7300 м) умерла по доподлинно неизвестным причинам Нанда Деви Ансольд. Её тело было похоронено на горе, чьё имя она носила. Воспоминания об экспедиции были опубликованы Роскелли в 1988 году в книге «Nanda Devi: the tragic expedition» (рус. Трагическая экспедиция на Нанда-Деви).
Годом позже в составе небольшой по числу участников американской экспедиции в Каракорум (рук. Денис Хеннек (англ. Dennis Hennek)) Роскелли совершил первовосхождение на главную вершину массива Транго (6286 м) (21 июля 1977, вместе с Галеном Роуэллом, Хеннеком, Кимом Шмитцем (англ. Kim Schmitz) и Джеймсом Моррисси (англ. James Morrissey), а ещё год спустя 7 сентября Джон поднялся на вершину К2 — второй по высоте восьмитысячник мира (с Риком Риджвеем). Эта американская экспедиция под руководством Джима Уиттакера — первого американца, поднявшегося на Эверест, ознаменовала окончание многолетней саги покорения американцами К2, начавшейся в 1938 году с экспедиции Чарльза Хьюстона. Американский маршрут на вершину фактически повторял незавершённый польский вариант по северо-восточному гребню 1976 года. Первыми из американцев на вершину Чогори поднялись 6 сентября Лу Рейчардт и Джим Виквайр.В 1979 году практически в том же составе, что и в экспедиции на Транго (за исключением Роуэлла, рук. Уильям Рид), американцы с успехом штурмовали одну из самых труднодоступных и технически сложных гималайских вершин Гауришанкар (7134 м). Поскольку гора имеет религиозное значение, в состав участников были включены непальцы, поэтому официально экспедиция именовалась Непальско-Американской (The Nepalese-American Gaurishankar Expedition). Вторым руководителем экспедиции стал Петемба (англ. Pertemba) — шерпа, с которым в 1975 году Питер Бордман поднялся на Эверест по Юго-западной стене, и который подобрал сильный состав местных высотников. 6 апреля экспедиция прибыла в базовый лагерь и начала обработку планируемого маршрута на вершину по ледовому ребру по Западной стене, глядя на который опытный Петемба сказал: «Увидеть Гауришанкар и умереть». Тем не менее спустя месяц, 8 мая в 15:15 по местному времени Джон Роскелли и шерпа Додже поднялись на главную (Северную) вершину горы — «последнюю величайшую гималайскую вершину Непала». Спустя ровно шесть месяцев 9 ноября на Южную вершину Гауришанкар поднялись участники британской экспедиции Питера Бордмана. В 2005 году Роскелли предпринял ещё одну попытку подняться на Гауришанкар (с Тибетской стороны и со своим сыном), но она не увенчалась успехом.
Летом того же года во главе небольшой команды — Рона Кока, Билла Форреста и Кима Шмитца, Роскелли сделал первовосхождение на ещё одну из скальных башен массива Транго Ули-Бьяхо. Маршрут был проложен по восточной стене. Восхождение заняло 12 дней — с 24 июня по 5 июля. Сложность маршрута VII, F8, A4.
На следующий год, как писал позже Роскелли, «мы решили выйти на один уровень с горой, а не принизить гору до нашего уровня усилиями большой команды альпинистов и шерп». Группа Роскелли из четырёх альпинистов — Криса Копчинского (англ. Chris Kopczynski), Джима Стейта и Кима Момба (англ. Kim Momb) (все из Спокана) предприняла успешную попытку восхождения в альпийском стиле на Макалу (8485 м) по экстремально сложному французскому маршруту 1971 года (по Западному ребру, рук. Робер Параго). 45 дней с момента установки базового лагеря (1 апреля) ушло у американской четвёрки на обработку маршрута (французы штурмовали его силами 11 альпинистов и 18 шерпов с 19 марта по 23 мая). 15 мая в 2 часа ночи Роскелли, Копчинский и Стейт из штурмового лагеря V (~ 7650 м) вышли на штурм вершины (Момб сошёл ранее из-за проблем с ногами). Примерно к часу дня тройка достигла высоты ~8200 м, где столкнулась со сложностями на предвершинном участке. Ещё 100 метров подъёма по более простому, но значительно более трудоёмкому и лавиноопасному снежному склону оставили без сил Копчинского, а Стейт испытывал серьёзные проблемы с влиянием высоты. По словам Копчинского «он был словно пьян. У него было стремление идти дальше, но он был болен». Находясь всего примерно в 150 метрах от вершины, Копчинский и Стейт повернули вниз — по словам первого «Это было самым трудным решением в моей жизни. Вершина была в 150 метрах от меня. Я должен был спустить Джима вниз. И я хотел, чтобы Джо поднялся. Мы плакали как дети, глядя как он продолжал лезть вверх». Роскелли, оставшись один, чередуя подъём по сложным скалам и гребню, в 15:30 вышел на вершину. По словам Дэна Мазура «его восхождение по Западному ребру стало жемчужиной его карьеры…». Примерно в 22:30 Роскелли благополучно спустился в лагерь IV к своим партнёрам по восхождению, а ещё через четыре дня они все спустились в базовый лагерь. Это командное достижение стало революционным в истории покорения гималайских гигантов, а годы спустя Американский альпклуб включил его в десятку самых выдающихся восхождений XX века.
В 1981 году американцы впервые штурмовали Эверест по восточной стене — для Роскелли эта экспедиция стала первой из его пяти попыток подняться на вершину мира (последующие были в 1983, 1984 и 1993 годах). 22 апреля 1982 года он вместе с Верном Клевенджером, Галеном Роуэллом и Биллом О’Коннором (англ. Bill O’Connor) сделал первовосхождение на Чолацзе (6440 м) — вершину в районе Кхумбу, а в 1989-м прошёл зимой новый маршрут по Восточной стене на соседнюю Табоче (6495 м, 15 февраля, c Джеффом Лоу). В 1985-м и 1989-м годах Джон дважды участвовал в экспедициях на Канченджангу, а в 1990 году на Мелунгцзе, после чего динамика его высотных восхождений стала стихать.
В 1992-м он поднялся на Мак-Кинли, в 1995-м на Западную вершину Монте-Сармьенто (Огненная земля) (вместе с Тимом Макартни-Снейпом и Стивеном Винеблсом — второе восхождение, по новому маршруту по юго-восточной стене), а в 2003-м в возрасте 54 лет с пятой попытки на Эверест — вместе со своим сыном Джессом, ставшим самым молодым американцем, поднявшимся на Третий полюс Земли.
В 1990-х годах Роскелли начал заниматься политической деятельностью. Демократ. C 1995 по 2004 годы служил комиссаром Спокана. Занимался вопросами защиты окружающей среды. После отставки до 2010 года служил в Washington Growth Management Hearings Board. В 2012 году попробовал вновь избраться на пост комиссара Спакана, но выборы проиграл.

## Семья
В 1972 году Джон женился на Джойс Бейкс (англ. Joyce Bakes). Он удочерил пятилетнюю дочь супруги Доун (Dawn), в 1982 году у четы Роскелли родился сын Джесс, а в 1989 дочь Джордан.

## Комментарии
1. ↑  Высшее образование Роскелли получил в Университете штата Вашингтон по специальности в области геологии.
2. ↑  Рук. Ричард Блам (Richard Blum), уч. Луис Рейчардт, Дэвид Бришерс[англ.], Гэри Бокард, Курт Димбергер, Эндрю Гарвард, сэр Эдмунд Хиллари, Джордж Лоу[англ.], Ким Момб, Джеймс Моррисси и другие.
3. ↑  Эверест по Западному гребню (American Everest West Expedition), рук. Роберт Крейг. Участники Гален Роуэлл, Ким Момб, Ким Шмитц и другие. 3 мая Роскелли и Момб достигли максимальной высоты 7800 метров.
4. ↑  Экспедиция Луи Уиттакера[англ.] на Эверест по Северной стене[англ.] (вершины достиг 20 октября Филип Иршлер (англ. Philip Ershler) через Северное седло и кулуар Нортона. Участники экспедиции: Джим Виквайр, Дэвид Мар, Джордж Данн, Джон Смолич, Грег Вилсон, Пит Уиттакер, Эдвард Хиксон и Стив Мартс.
5. ↑  С Джимом Виквайером, по классике осенью; удалось достичь Северного седла.